# Monika Szczęsna
Monika Szczęsna (* 20. Dezember 1987 in Sarnów) ist eine polnische Leichtathletin, die sich auf den 400-Meter-Lauf spezialisiert hat und besonders mit der polnischen 4-mal-400-Meter-Staffel erfolgreich ist.

## Sportliche Laufbahn
Zu Beginn ihrer Karriere als Leichtathletin spezialisierte sich Monika Szczęsna besonders auf den 100- und 200-Meter-Lauf, konnte dort aber keine nennenswerte Erfolge verbuchen. 2013 wechselte sie auf die längste Sprintstrecke und konnte sich dort auf nationaler Ebene profilieren. Bei den polnischen Meisterschaften 2013 gewann sie mit ihrem Klub die Silbermedaille, wie auch 2014. 2015 gewann sie als Teil der polnischen Stafette für die Halleneuropameisterschaften die Bronzemedaille. In der Halle wurde sie mit der 4-mal-200-Meter-Staffel polnische Meisterin. Im Sommer gewann sie die Bronzemedaille bei den nationalen Meisterschaften und siegte mit den Studentinnen bei der Sommer-Universiade im südkoreanischen Gwangju.

## Bestleistungen
- 400 Meter: 52,81 s, am 14. Juni 2015 in Bydgoszcz
  - Halle: 53,78 s, am 14. Februar 2015 in Wien